# 마이클 채플린
마이클 채플린(영어: Michael Chaplin, 1946년 3월 7일 ~ )은 미국의 자서전 작가, 배우이다.

## 영화
- 찰리 채플린의 인생, 그리고 예술 (2003년) - 본인 역
- 뉴욕의 왕 (1957년) -